# Cristian Malán
Cristian Malán, vollständiger Name Cristian Esteban Malán Arenas, (* 4. April 1992 in Nueva Helvecia) ist ein uruguayischer Fußballspieler.

## Karriere
Der 1,76 Meter große Mittelfeldakteur Malán, teils auch in der Schreibweise Christian Malán geführt, ist der Bruder der beiden Fußballprofis Gonzalo Malán und Mathías Malán. Er wechselte Anfang 2014 vom Erstligisten Sud América auf Leihbasis in die Segunda División zum Rocha FC. Dort absolvierte er 13 Zweitligaspiele (kein Tor). Zur Apertura 2014 kehrte er zunächst zu Sud América zurück. Allerdings verließ er die Montevideaner ohne Einsatz in der Primera División bereits Anfang September 2014 in Richtung des Zweitligisten Plaza Colonia. In der Saison 2014/15 kam er dort in der zweithöchsten uruguayischen Spielklasse 17-mal (zwei Tore) zum Einsatz und stieg mit dem Verein am Saisonende auf. Es folgten in der Spielzeit 2015/16 24 Erstligaeinsätze und vier Tore. Ende August 2016 schloss er sich dem Erstligaaufsteiger Villa Española an, für den er in der Saison 2016 zehn Erstligabegegnungen (kein Tor) bestritt. Nach dem Abstieg des Klubs wechselte er Anfang Januar 2017 zum ecuadorianischen Verein Delfín Sporting Club und – nach vereinsloser Zeit – zum letzten bekannten Club seiner Laufbahn in die italienische Seria D, zum AC Prato.